# Bom Jardim (Rio de Janeiro)
Bom Jardim is een gemeente in de Braziliaanse deelstaat Rio de Janeiro. De gemeente telt 26.549 inwoners (schatting 2009).

## Aangrenzende gemeenten
De gemeente grenst aan Cordeiro, Duas Barras, Nova Friburgo en Trajano de Moraes.

## Verkeer en vervoer
De plaats ligt aan de wegen BR-492, RJ-116 en RJ-146.